# Taketani Mitsuo

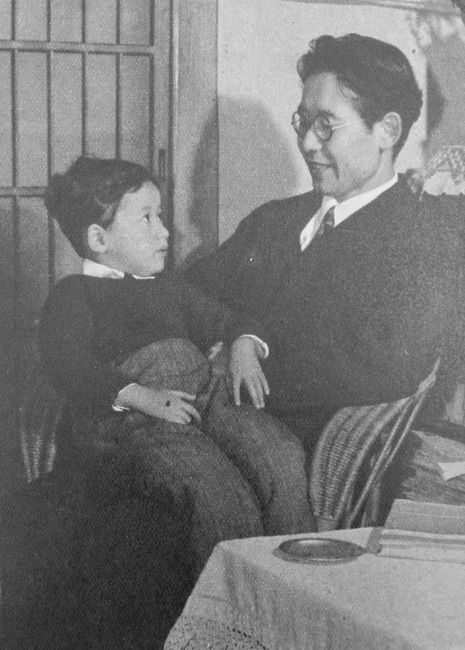
Taketani mit Sohn

Taketani Mitsuo (japanisch 武谷 三男; geboren 2. Oktober 1911 in Ōmuta (Präfektur Fukuoka); gestorben 22. April 2000) war ein japanischer theoretischer Physiker.

## Leben und Wirken
Taketani Mitsuo machte 1934 seinen Abschluss im Fach Physik an der Universität Kyōto. Er hatte zunächst eine Stelle an seiner Alma Mater inne, wechselte dann zum RIKEN, wo er Assistent von Nishina Yoshio wurde.
Nach dem Zweiten Weltkrieg gründete er mit dem Philosophen Tsurumi Shunsuke (1922–2015) die „Shisō no kagaku kenkyūkai“ (思想の科学研究会), eine Gruppe, die sich mit den philosophischen Grundlagen der Wissenschaft befasste. Die Gruppe gab das Magazin „Shisō no kagaku“ (思想の科学) – „Die Wissenschaft der Ideen“ heraus, das bis 1996 erschien. 1952 wurde Taketani Professor an der Rikkyō-Universität, eine Tätigkeit, die er bis 1969 ausübte.
Schon früh beschäftigte Taketani sich mit Elementarteilchen und entwickelte Theorien auf diesem Gebiet, wie die Theorie der Wechselwirkung von Elementarteilchen und die Wellengleichung der Mesonen. Nach dem Zweiten Weltkrieg diskutierte er während seiner Forschungsaktivitäten mit Sakata Shōichi und anderen als Mitglied der „Elementarteilchen-Theorie-Gruppe“ (素粒子論グループ) die soziale Verantwortung von Wissenschaftlern. Er lehnte Atombomben ab, befasste sich mit der friedliche Nutzung der Atomkraft usw. Die Prinzipien, die er entwickelte, wurden Grundlage für das „Atomenergie-Grundgesetz“ (原子力基本法, Genshiryoku kihon hō). Er hielt viele Vorträge dazu und verfasste eine Reihe von Büchern.
Zu Taketanis Schriften gehören „Genshiryoku“ (原子力) – „Atomenergie“, „Benshōhō no shomondai“(弁証法の諸問題) – „Verschiedene Probleme der Dialektik“, „Shi no hai“ (死の灰) – „Asche des Todes“, „Kagakusha no shakaiteki sekinin“ (科学者の社会的責任) – „Gesellschaftliche Verpflichtung der Wissenschaftler“.
Erschienen ist eine Sammlung seiner Schriften unter dem Titel „Taketani Mitsuo Shosakushū“ (武谷三男著作集) von 1968 bis 1970 in sechs Bänden, „Taketani Mitsuo Gendaironshū“ (武谷三男現代論集) von 1974 bis 1977 in 7 Bänden und „Sorezore no Taketani Mitsuo – Taketani-san o kataru kai zenkiroku“(それぞれの武谷三男――武谷さんを語る会全記録), Aufzeichnungen von Vorträgen, verfasst von dem Yamamuro Hideo (山室 英男) und anderen, die 2000 erschienen.